# Lista de aeroportos da Região Centro-Oeste do Brasil por movimento em 2012

## Movimento em 2012
Abaixo a lista dos Aeroportos, administrados pela Infraero e DAESP, mais movimentados do Centro-Oeste com dados de janeiro a de junho de 2012. 
| #  | Dif. | Aeroporto                               | Passageiros | Localidade    | Unidade federativa |
| -- | ---- | --------------------------------------- | ----------- | ------------- | ------------------ |
| 1  | (0)  | Aeroporto Internacional de Brasília     | 15.891.530  | Lago Sul      | Distrito Federal   |
| 2  | (1)  | Aeroporto Internacional Santa Genoveva  | 3.076.858   | Goiânia       | Goiás              |
| 3  | (1)  | Aeroporto Internacional Marechal Rondon | 2.761.588   | Várzea Grande | Mato Grosso        |
| 4  | (0)  | Aeroporto Internacional de Campo Grande | 1.655.073   | Campo Grande  | Mato Grosso do Sul |
| 5  | (0)  | Aeroporto de Rondonópolis               | 96.211      | Rondonópolis  | Mato Grosso        |
| 6  | (0)  | Aeroporto de Alta Floresta              | 85.622      | Alta Floresta | Mato Grosso        |
| 7  | (1)  | Aeroporto de Sinop                      | 60.029      | Sinop         | Mato Grosso        |
| 8  | (1)  | Aeroporto Internacional de Corumbá      | 35.334      | Corumbá       | Mato Grosso do Sul |
| 9  | (1)  | Aeroporto de Cáceres                    | 25.009      | Cáceres       | Mato Grosso        |
| 10 | (2)  | Aeroporto Internacional de Ponta Porã   | 3.288       | Ponta Porã    | Mato Grosso do Sul |
| -  | (0)  | Aeroporto Regional de Dourados          | -           | Dourados      | Mato Grosso do Sul |
| -  | (0)  | Aeroporto Regional de Bonito            | -           | Bonito        | Mato Grosso do Sul |
| -  | (0)  | Aeroporto Plínio Alarcom                | -           | Três Lagoas   | Mato Grosso do Sul |

## Movimento em 2011
Abaixo a lista dos Aeroportos, administrados pela Infraero e DAESP, mais movimentados do Centro-Oeste em 2011 .
| #  | Dif. | Aeroporto                               | Passageiros | Localidade    | Unidade federativa |
| -- | ---- | --------------------------------------- | ----------- | ------------- | ------------------ |
| 1  | (0)  | Aeroporto Internacional de Brasília     | 15.398.737  | Lago Sul      | Distrito Federal   |
| 2  | (1)  | Aeroporto Internacional Marechal Rondon | 2.600.886   | Várzea Grande | Mato Grosso        |
| 3  | (1)  | Aeroporto Internacional Santa Genoveva  | 2.522.745   | Goiânia       | Goiás              |
| 4  | (0)  | Aeroporto Internacional de Campo Grande | 1.514.185   | Campo Grande  | Mato Grosso do Sul |
| 5  | (0)  | Aeroporto de Rondonópolis               | 296.312     | Rondonópolis  | Mato Grosso        |
| 6  | (0)  | Aeroporto de Alta Floresta              | 125.630     | Alta Floresta | Mato Grosso        |
| 7  | (1)  | Aeroporto de Sinop                      | 122.789     | Sinop         | Mato Grosso        |
| 8  | (0)  | Aeroporto de Cáceres                    | 29.625      | Cáceres       | Mato Grosso        |
| 9  | (0)  | Aeroporto Internacional de Corumbá      | 28.070      | Corumbá       | Mato Grosso do Sul |
| 10 | (2)  | Aeroporto Internacional de Ponta Porã   | 3.495       | Ponta Porã    | Mato Grosso do Sul |
| -  | (0)  | Aeroporto Regional de Dourados          | -           | Dourados      | Mato Grosso do Sul |
| -  | (0)  | Aeroporto Regional de Bonito            | -           | Bonito        | Mato Grosso do Sul |
| -  | (0)  | Aeroporto Plínio Alarcom                | -           | Três Lagoas   | Mato Grosso do Sul |